# 圣若昂-埃旺热利斯塔
圣若昂-埃旺热利斯塔是巴西米纳斯吉拉斯州的一个市镇。总面积478.82平方公里，总人口15686人，人口密度32.8人/平方公里。